# (36706) 2000 RK29
2000 RK29 (asteroide 36706) é um asteroide da cintura principal. Possui uma excentricidade de 0.15957770 e uma inclinação de 9.06409º.
Este asteroide foi descoberto no dia 1 de setembro de 2000 por LINEAR em Socorro.